# Diocesi di Tullia
La diocesi di Tullia (in latino Dioecesis Tulliensis) è una sede soppressa e sede titolare della Chiesa cattolica.

## Storia
Tullia, nei pressi di Annaba nell'odierna Algeria, è un'antica sede episcopale della provincia romana di Numidia.
Fino al V secolo, il territorio di Tullia apparteneva alla diocesi di Ippona Regia. In seguito divenne sede di una diocesi autonoma, di cui si conosce il nome di un solo vescovo, Mariano, che partecipò, come legato della Numidia, al concilio di Cartagine del 325 e sottoscrisse gli atti della prima seduta il 5 febbraio.
Dal 1933 Tullia è annoverata tra le sedi vescovili titolari della Chiesa cattolica; dal 25 ottobre 2022 il vescovo titolare è John-Nhan Tran Van Nhan, vescovo ausiliare di Atlanta.

## Cronotassi

### Vescovi
- Mariano † (menzionato nel 525)

### Vescovi titolari
- Joost (Joseph) Van den Biesen, M.Afr. † (12 febbraio 1948 - 24 gennaio 1958 dimesso)
- Roman Andrzejewski † (12 novembre 1981 - 7 luglio 2003 deceduto)
- Georges Marie Martin Cottier, O.P. † (7 ottobre 2003 - 21 ottobre 2003 nominato cardinale diacono dei Santi Domenico e Sisto)
- Luis Morao Andreazza, O.F.M. (12 novembre 2003 - 21 aprile 2007 nominato vescovo di Chalatenango)
- Franco Giulio Brambilla (13 luglio 2007 - 24 novembre 2011 nominato vescovo di Novara)
- João Justino de Medeiros Silva (21 dicembre 2011 - 22 febbraio 2017 nominato arcivescovo coadiutore di Montes Claros)
- Daniel Henry Mueggenborg (6 aprile 2017 - 20 luglio 2021 nominato vescovo di Reno)
- John-Nhan Tran Van Nhan, dal 25 ottobre 2022